# 護良親王
護良親王（もりよししんのう、もりながしんのう）は、鎌倉時代末期から建武の新政期の皇族・僧侶・武将・天台座主・征夷大将軍。還俗前の名は尊雲法親王（そんうんほっしんのう）、通称を大塔宮（「おおとうのみや」、「だいとうのみや」）ともいう。一般に後醍醐天皇の第三皇子とされるが、一宮（第一皇子）という説もある。母は民部卿三位で、北畠師親の娘の資子という説と、勘解由小路経光（広橋経光）の娘の経子という説がある。尊珍法親王の異父弟。興良親王の父。
元弘の乱で鎌倉幕府を打倒することに主たる功績を挙げ、建武の新政では征夷大将軍に補任。しかし足利尊氏を疎む護良は、武士を好み彼を寵愛した父とはすれ違いが多く、将軍を解任され、やがて政治的地位も失脚、鎌倉に幽閉される。のち、中先代の乱の混乱の中で、足利直義の命を受けた淵辺義博によって殺害された。鎌倉宮の主祭神。

## 生涯

### 元弘の乱以前

#### 誕生

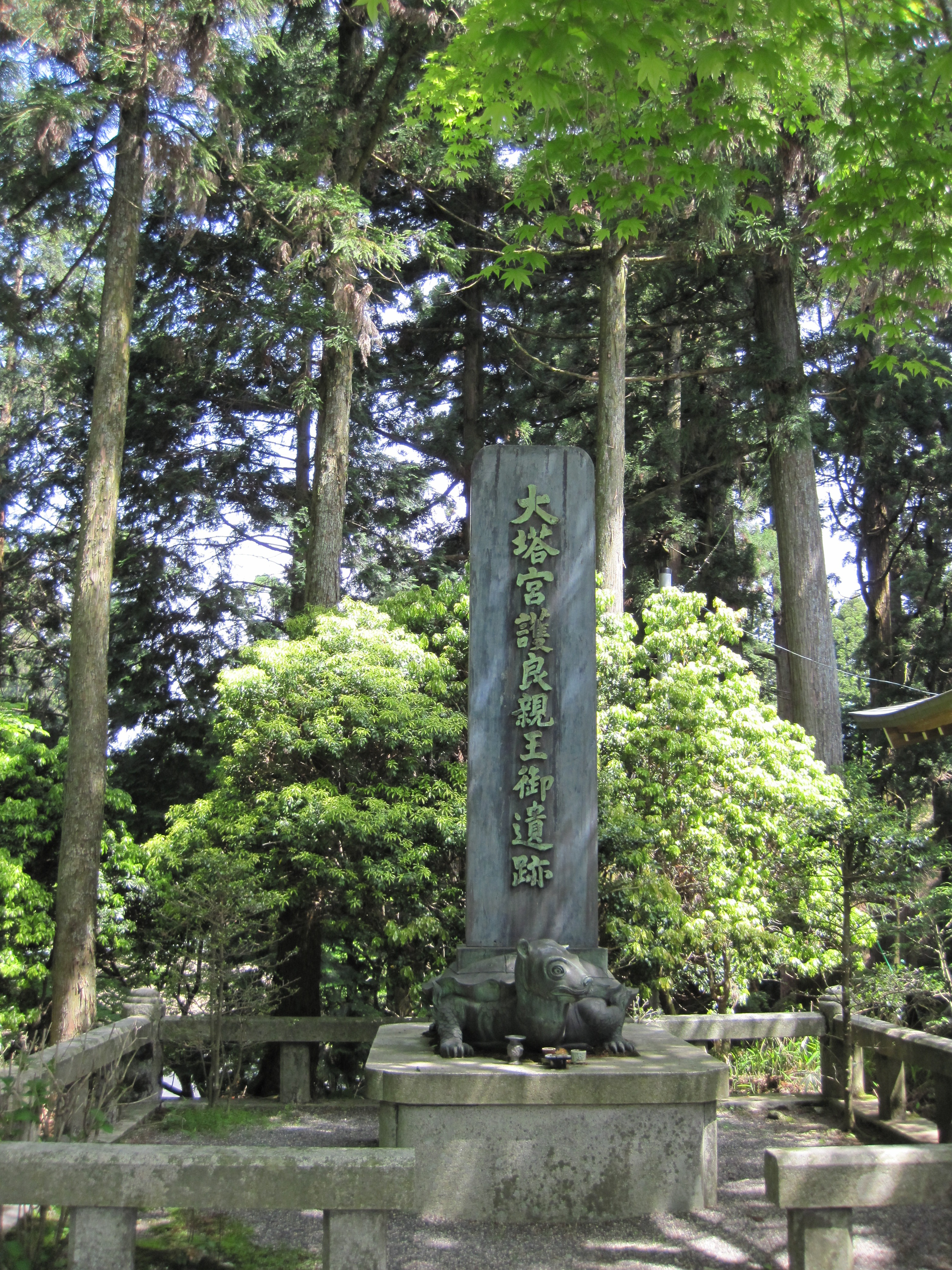
比叡山延暦寺の護良親王御遺跡

延慶元年（1308年）、尊治親王（後の後醍醐天皇）の皇子として生まれる。
2017年時点では、護良親王の母の出自は確定してない。『増鏡』などから確実にわかっていることは、「民部卿三位」と呼ばれたことと、後醍醐天皇と関係を持つ前は、後醍醐の祖父である亀山天皇と交際関係があり、聖護院准后尊珍法親王という皇子を生んでいることの2点のみである。詳細は民部卿三位の項を参照。当時は母の地位が皇子の出世にとって重要だったため、亀田俊和は、護良親王は出生時点で皇位継承レースから脱落していたのでないかと主張している。
6歳の頃、尊雲法親王として天台宗三門跡の一つである梶井門跡（三千院門跡）に入った。幼少の頃から一を聞いて十を知るように利発聡明な頭脳の持ち主で、比叡山に入ると瞬く間に衆徒の信頼を集め、20歳で天台座主の地位に就く。

#### 梶井門跡門主・天台座主となる
正中2年（1325年）には門跡を継承し、門主となる。後醍醐天皇の画策で、嘉暦2年（1327年）12月から元徳元年（1329年）2月までと、同年12月から元徳2年（1330年）4月までの2度に渡り、天台座主となる。大塔宮と呼ばれたのは、東山岡崎の法勝寺九重塔（大塔）周辺に門室を置いたと見られることからである。
また、親王として嘉暦2年12月6日に三品に、元徳2年3月27日には二品に昇叙された。
『太平記』では、武芸を好み、仏教の修行や学問には一切関わらず、毎日僧兵と武芸の訓練に熱心に取り組む不思議な天台座主であったと描写される。また、大塔宮の身軽さは江都公主にも引けをとらず、七尺の屏風でさえ楽に飛び越え、武器の取り扱いについては張良子房の兵法を会得し、その伝授の書である三略に書かれた諸法をすべて実施しうる腕前であった、と物語られる。

### 元弘の乱

#### 挙兵

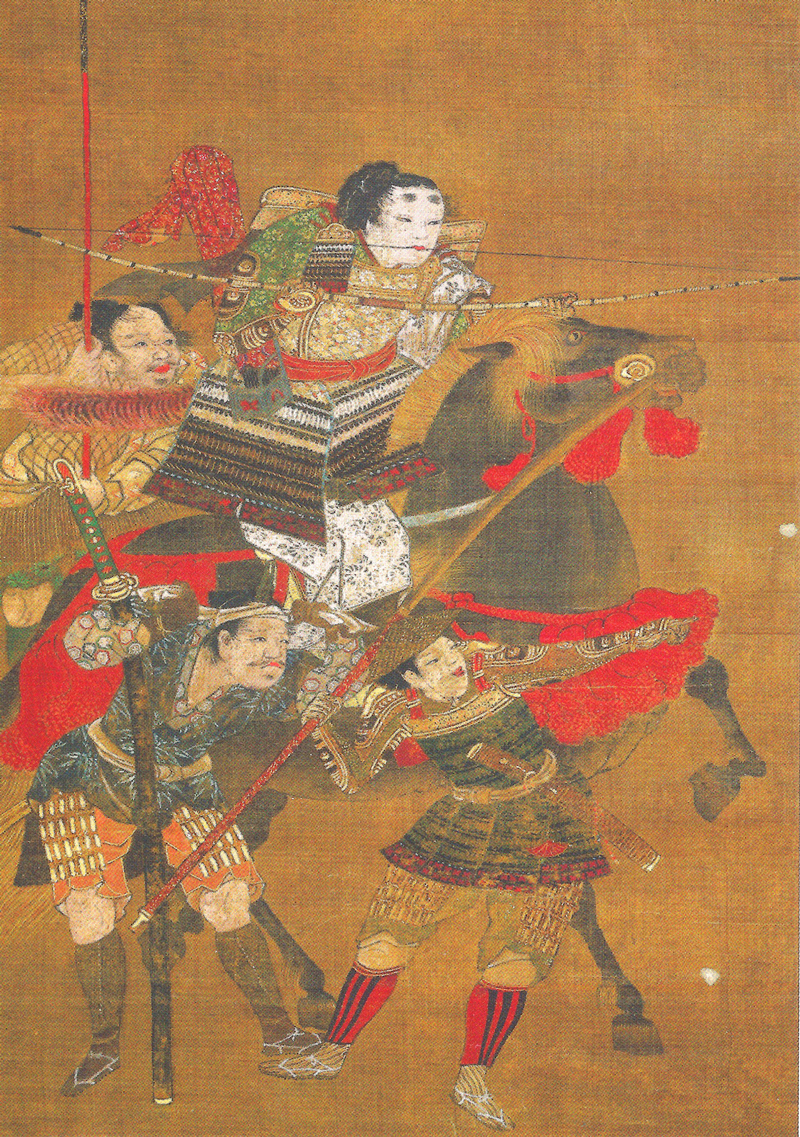
『護良親王出陣図』

元弘元年（1331年）8月、後醍醐天皇が2度目の鎌倉幕府討幕運動である元弘の乱を起こすが、後醍醐天皇の側近吉田定房により鎌倉幕府転覆計画が漏れる。延暦寺のことや宮中での鎌倉幕府に対する呪詛は北条高時の耳に入っていた。六波羅探題は法勝寺の円観上人、小野の文観僧正、南都（奈良）の知教、教円そして浄土寺忠円僧正を召し取る。更に事情を取り調べるため鎌倉幕府の命を受けた二階堂氏下野判官と長井遠江守の二人が鎌倉より都に上って来た。呪詛の件の僧侶3名（円観・文観・忠円）を鎌倉に連行し更に取り調べる。文観は水責め、火責めの拷問にかけられようやくに白状したが、気の弱い忠円は取り調べをする前に自ら喋り日野俊基が計画していた陰謀など更に5人の僧侶と公家の名が出る。また大塔宮・尊雲法親王の日常の振る舞いについて、宮中での鎌倉幕府への呪詛等、あることないことを白状する。大塔宮は逮捕取り調べの後に死罪・後醍醐天皇は取り調べの後に配流、文観は硫黄島に配流、日野俊基は鎌倉にて死罪、忠円は佐渡島に配流、円観は奥州に身柄預けと処分が申し渡される。
大塔宮・尊雲法親王は後醍醐天皇を東大寺に隠す手立てをするが、六波羅探題の手勢が東大寺に入っていることを知り、大塔宮は帝の身代わりに花山院師賢を比叡山延暦寺に上らせた。八瀬童子を使い帝を笠置山に昇らせて密かに行宮（あんぐう）を設ける。その間に楠木正成は赤坂城で幕府倒幕の挙兵をした。比叡山東坂本での僧兵との合戦で六波羅探題の軍が惨敗する。この時、山門僧徒が明確な政治意識を欠いたまま戦っていたため、天皇臨幸が虚偽であったとわかるとたちまち瓦解してしまった。護良親王はこの経験を糧にして、後に鎌倉が敵であることを明示した令旨を撒布した。

#### 笠置山陥落する
元弘元年（1331年）9月2日、後醍醐天皇が笠置山に昇ったことが鎌倉幕府に知れ、幕府軍が笠置山を囲む。行宮に火を放たれ、帝達は鎌倉幕府軍に囚われ平等院にて幽閉となり隠岐の島に配流となる。大塔宮は山城国鷲峰山で後醍醐と合流していたが、六波羅軍勢の攻撃が始まる前に尊良親王と共に「楠が館」へと移っていた。大塔宮は隠れながらも帝の代わりになり令旨を発して反幕勢力を募った。

#### 般若寺に潜伏
元弘元年（1331年）大塔宮が般若寺に篭っていると聞いた興福寺一乗院の按察法眼好専が五百騎の兵を率いて般若寺の探索に来る。大塔宮が般若寺に流れたのは、農村は人の目が届きやすいのに対して、村落から外れた河原・道路・市場・寺堂など、商人や芸能民・法師・山伏などの下層民の生活場所は彼らが常に動いているために、人間関係がルーズで世間の目が届きにくかったからであると考えられる。また、般若寺周辺は非人の宿であった。当時の非人は強力な武力と情報力を持っており、中でも奈良坂の宿は京の清水坂と双璧を成す非人集団の本宿であったため、大塔宮はこの非人の力を頼りにしたとも考えられる。
大塔宮は本堂にあった大般若経の空の経箱に身を潜めた。按察法眼好専の兵の一人が経の入っている経箱をひっくり返して調べたが、大塔宮は居なかった。探索を終えた兵の一人が、もう一つの経箱を調べていないことに気付き、何人かの兵と戻った。気配を感じた大塔宮は先程調べた経箱に移動し篭っていた。兵は調べていなかった経箱をひっくり返して調べたが、今度も大塔宮は発見できなかった。とっさの機転で大塔宮は命拾いし、家臣達と共に熊野を目指して出発する。

#### 還俗し「護良親王」となる
元弘元年（1331年）10月末（?）大塔宮一行は皆、柿色の法衣に笈を背負い頭巾を被り金剛杖を握り山伏の姿であった。一行の氏名は、赤松則祐・光林房玄尊・矢田彦七・小寺相模・岡本三河房・武蔵房豪雲・村上義光・片岡八郎・平賀三郎の9人であった。一行は熊野に向かうものの、熊野三山の別当定遍僧都が幕府寄りであることから、大塔宮が熊野では幕府側に探索されている夢のお告げを得る。
一行は熊野から方向を変え半月を経て十津川村(奈良県吉野郡十津川村)に着き、玄尊が一軒の家を見つける。その屋敷は戸野兵衛と云い豪族竹原八郎宗親の甥の屋敷であった。この家には病人がいて、大塔宮が祈祷をすると不思議と病が治った。その礼として一行はこの家に滞在することになる。滞在から数日後に小寺相模が素性を打ち明けると竹原らは仲間に加わり、宮のため黒木御所の造営を開始する。十津川で大塔宮・尊雲法親王は還俗し護良親王となり、親王は竹原八郎の娘を寵愛した。
元弘2年（1332年）6月末には、竹原八郎が「大塔宮令旨」を帯して伊勢に侵攻したが、単発的な紛争に終わった。
この頃、護良親王は「尊邦親王」という偽名を使って高野山に願文を書いている。
一行は十津川に約半年潜伏するが、熊野別当・定遍が恩賞目当てに五百騎で探索に来たことで、一行は吉野を目指し逃れる。途中で追いつかれるも、竹原八郎の甥の野長瀬六郎・野長瀬七郎兄弟の軍勢に助けられる。吉野への道中で、鎌倉方の土豪、芋瀬（いもせ）庄司が持ち物検めをしていたが、錦の御旗を所持していた赤松則祐が芋瀬の目に留まった。則祐はやむなく錦の御旗を芋瀬に渡した。そこに村上義光が遅れて到着し、錦の御旗が芋瀬の手にあるのに気づき、芋瀬から錦の御旗を奪い返して護良親王一行に合流した。
元弘2年（1332年）11月に一行は吉野へ入り、そこを拠点に畿南地方への勢力圏づくりに励んだ。それは楠木正成の軍事基盤づくりと同時並行して行われたが、護良親王は正成のように軍事行動を展開するのではなく、畿内各地の寺社や土豪地侍、武装商人に蜂起を促す令旨を大量に撒布していた。護良親王と正成が同時に活動したのは、護良親王の令旨に現実的な権威を持たせるために、親王方の武威を示す必要があったからであると考えられる。結果的にこれは功を奏し、粉河寺衆徒などが親王方へ降った。また、後には後醍醐の代行として、畿内に限定することなく、九州の原田氏や阿蘇氏、東国の新田氏に令旨を送っている。

#### 吉野で挙兵
元弘3年（1333年）1月/2月、護良親王は吉野の吉野城（金峯山城）を仮の本拠地とし、3000の兵で千早城の楠木正成と呼応し同時に挙兵した。護良親王が吉野を拠点としたのは、金峯山寺の衆徒の武力を期待しただけでなく、飯貝地区の真宗寺院・本善寺の一向宗門徒の武力や、紀ノ川が有していた交通上の利便性を考慮していたためだと考えられる。
鎌倉幕府軍の二階堂道蘊（二階堂出羽入道道蘊）が率いる六万の軍勢と戦い、護良親王は蔵王堂にて抵抗するも岩菊丸が鎌倉幕府軍に蔵王堂の弱点を内通したことで一気に不利となる。2月18日、7本の矢を受けた護良親王が自害しようとしたとき、既に重傷を負っていた村上義光（村上彦四郎義光）が護良親王の甲冑を身に付けて身代わりとなり自害する（後の首実検の結果、自害したのが護良親王でないことが判明した）。護良親王一行は高野山へ落ちる。高野山に落ち延びた護良親王の元に、吉野、十津川、宇陀の武士が七千騎集まり、千早城を囲む幕府軍の兵糧を遮断し、護良親王はなおも令旨を発する。
この頃の鎌倉幕府は護良親王が諸寺諸山の下層山伏、凡卑放埒の悪僧・悪党を基盤としていると見抜き、またそのため、護良親王と楠木正成の2人を集中して殺害すれば自ずと乱を鎮圧できると考えていた。

#### 後醍醐天皇の隠岐脱出
元弘3年（1333年）4月、後醍醐天皇は隠岐島を脱出し、名和長高（後の名和長年）に奉じられ、船上山で倒幕挙兵の綸旨を発する。

#### 六波羅探題・鎌倉幕府の滅亡
元弘3年（1333年）3月12日に、護良親王や赤松円心らは京都を攻めたが、六波羅軍に敗北した。その後も何度か京都を攻撃したが、その度に敗走した。六波羅探題は楠木正成のいる千早城を攻める際の兵站基地となっており、幕府の権威を失墜させ討幕派の威信を見せるために、六波羅探題の攻略は必要不可欠であった。
同年5月7日、後醍醐天皇の綸旨を受け、北から足利尊氏、西から赤松円心、南から千種忠顕らの軍勢が六波羅探題に襲い掛かり両六波羅は陥落。鎌倉を目指して東へ敗走する途中、北条時益は野武士に討たれ、北条仲時は佐々木高氏（後の佐々木道誉）が差し向けたとも言われる野伏に道を塞がれ多数が自害する。帝は三種の神器を取り戻した。
楠木正成の千早城の攻撃の囲いから離れて新田荘に帰っていた新田義貞は、元弘3年（1333年）5月22日、護良親王の令旨を受け、鎌倉幕府を攻めたて、鎌倉幕府が倒幕（陥落）する。この際、鎌倉幕府の北条一門283人が自害する。

### 建武の新政

#### 後醍醐の圧力
元弘3年（1333年）6月5日、後醍醐は諸司百官や千種忠顕、足利尊氏などの諸将を従え、二条富小路の内裏へと入ったが、この凱旋パレードに護良親王の姿はなかった。護良親王は、自身が悪戦苦闘の末に漕ぎ着けた京都合戦が、いつの間にか後醍醐と尊氏の戦いになっていたことや、千種忠顕が自身の傘下に降らず、独自に静尊法親王を戴いていたことに不満を覚えていた。後醍醐は護良親王の立場や役割を全て回収しようとしており、それは忠顕が京都を攻めるにあたり、軍法を布告したことにも表されていた。本来このような軍法は軍事面を担ってきた護良親王が発するのが筋であったが、そうならず、後醍醐が一方的に発布し、京都の合戦の全てを自身の統御の下に置いた。こうして護良親王は後醍醐の発した軍法の枠に嵌め込まれ、彼自身の政治的意思から切り離された。また、これによって護良親王は戦後の処理をめぐる発言力を失い、新政権での政治方針も主張できなくなった。後醍醐軍法では護良親王の「尊雲法親王（山門座主）」としての立場が強調されたが、これは護良親王の権力を仏教界のことに限定し、俗界へ進出させない意図が後醍醐にあったからである。

#### 信貴山で陣を敷く
元弘3年（1333年）6月3日、護良親王が信貴山の毘沙門堂に陣を構えていることが知られると近隣諸国はもとより遠方からも我先に兵が集まり、結果的に3000以上の兵で堂を固めていた。
一方、千早城を囲んでいた鎌倉幕府勢は、幕府滅亡により後ろ盾を失った兵に対して足利尊氏が独自に軍政を敷き、盛んに武士達の人気を集めているのを見て、尊氏に野心有りと、陣を敷いていた。
殿ノ法印良忠の手勢が六波羅を攻略した際、京中の土蔵を破り財宝を持ち出すなどの狼藉を働き、足利の手で召し捕られ、20人余りの首が六条河原に晒された。掲げた揚げ札に「大塔宮の候人、殿法印良忠が手の者共、於在々所々、昼強盜を致す間、所誅也」と書かれてあり、これを観た殿ノ法院良忠は、尊氏の讒言の計り事であると護良親王に訴えていた。
後醍醐天皇の建武の新政に尊氏が逆向すると見た護良親王は上洛せず、信貴山を拠点にして尊氏を牽制した。後醍醐天皇は右大弁宰相清忠（坊門清忠）を勅使にし、護良親王と交渉した。清忠は、天下太平の為、武家を辞め門跡となり法灯に進む様にいったが、護良親王は天下太平は一時的であり、尊氏が武家として台頭することで戦乱の世が来ると主張した。後醍醐天皇は清忠と相談の上、護良親王に征夷大将軍を宣旨した。

#### 征夷大将軍になり上洛する
元弘3年（1333年）6月13日、後醍醐天皇により開始された建武の新政で、護良親王は征夷大将軍・兵部卿に任じられ、信貴山を出て上洛した。護良親王は令旨の中で、後醍醐天皇が伯耆国にいる段階から自らを「将軍宮」と称しており、征夷大将軍の補任は追認であったと考えられる。護良親王が将軍の地位を望んだのは、当時悪党や溢れ者にしか武力の基盤がなかったのを、将軍となることで全国の武士の求心点になろうとしていたためである。後醍醐天皇は自身への権力集中を図っていたが、征夷大将軍となれば直ちに武家政権が復活するであろう足利尊氏よりは、護良親王を将軍として認める方がまだ安全であると考えた。また護良親王は「武家から朝廷を防衛する」ことを目的として将軍の地位を要求していたため、断る理由も存在しなかった。その上で後醍醐は御家人制を廃止し、将軍の実質的な効力を無くした。
上洛の軍勢は、1番赤松円心1000騎、2番殿ノ法印700騎、3番四条隆資500騎、4番中院定清800騎、千種忠顕1000騎、湯浅定仏、山本忠行、伊東行高、加藤光直らの総勢20万7000騎となり、同月23日に入京する。護良親王は建武政権においても尊氏らを警戒していたとされ、縁戚関係にある北畠親房と共に、東北地方支配を目的に、義良親王（後の後村上天皇）を長とし、親房の子の北畠顕家を陸奥守に任じて補佐させる形の陸奥将軍府設置を進言して実現させた。

#### 解任され捕らわれる
建武元年（1334年）、護良親王と足利尊氏との対立は激しさを増していた。一方、後醍醐天皇の寵后の阿野廉子にとって、実子の義良親王（後の後村上天皇）を帝にするためには、護良親王が一番の障害だった。尊氏と廉子は、護良親王を失脚させたい考えは一致していた。廉子がその寵愛を利用して直接帝に讒言し、護良親王派の武将の恩賞を少なくさせその勢力を削減させることは容易であり、短期間の内に護良親王の立場は不安定となる。護良親王は、帝側近でありながら後醍醐の政治姿勢に批判的な北畠親房に頼み奥州の兵を京に派遣してもらうが、足利方もこれに対抗し鎌倉将軍府を発足させたため、征夷大将軍の立場も薄れる一方だった。
これ以上勢力が消耗しては太刀打ちが出来ない護良親王は、父帝に尊氏の野望を指摘し追討の勅語を発することを願うも、受け入れられなかった。後醍醐天皇は尊氏の実力を恐れていたが、表面上融和を探っていた。
同年5月3日、護良親王は「帝位を奪うことなどは全くの誤解である」と伝奏役を通じて上奏するよう申し渡すも、後醍醐天皇には届かなかった。
『太平記』によると尊氏のほか、後醍醐天皇・阿野廉子とも反目し、尊氏暗殺のために配下の僧兵を集めたが、暗殺は叶わなかった。朝廷は護良親王の盟友・楠木正成を遠ざけるため、北条残党の反乱や、新政に不満を持つ大和・摂津・紀伊等の武家の鎮圧を命じた上で、護良親王が皇位簒奪を企てたとして征夷大将軍を解任。上意を受けた名和長年・結城親光らによって、護良親王は部下の南部氏・工藤氏らと共に捕らえられた。その上で足利方に身柄を預けられて鎌倉へ送られ、鎌倉将軍府にあった尊氏の弟・足利直義の監視下に置かれたと述べられている。
その一方、『梅松論』では、兵部卿の護良親王は後醍醐天皇の密命を受け、新田義貞・楠木正成・赤松則村と共に尊氏を討つ計画を企てたが、尊氏の実力になかなか手を出せずにいた。同年夏、状況が変わらないことに我慢がならなくなった護良親王は令旨を発し、兵を集めて尊氏討伐の軍を起こす。尊氏も兵を集めた上、後醍醐天皇に謁見し、護良親王の行いについて上訴した。後醍醐天皇は「これは親王の独断でやったことで、朕にはあずかり知らぬことである」と発言し、護良親王を捕らえ、尊氏に引き渡したと述べられている。

#### 鎌倉に流罪

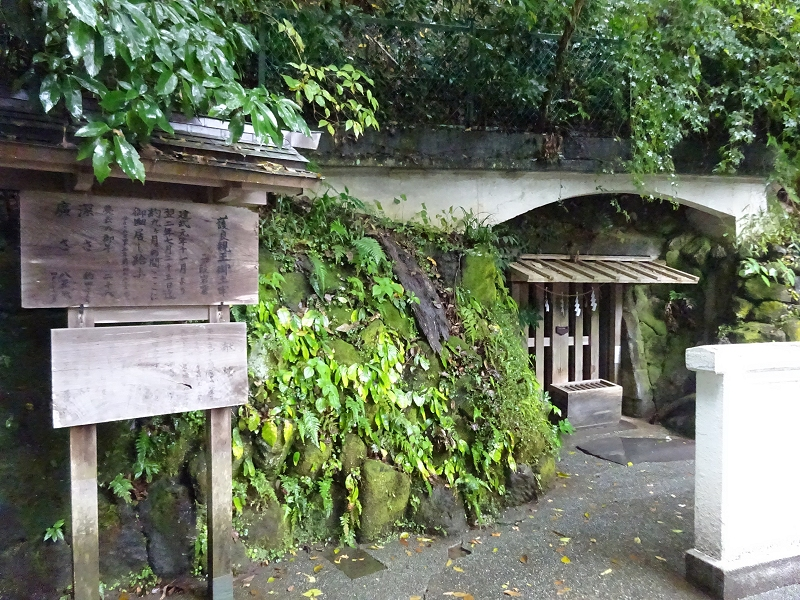
幽閉されていたとされる土牢

建武元年（1334年）11月、護良親王は足利方に身柄を預けられ、護良親王の付添いも女官1人と制限され鎌倉へ送られた。鎌倉将軍府にあった尊氏の弟・足利直義の監視下に置かれる。
護良親王は内を通じて、帝位を奪うことなどは全くの誤解であると伝奏役に渡して帝に上奏するよう申し渡した。いずれにせよ父・後醍醐天皇との不和は、元弘の乱に際して討幕の綸旨を出した天皇を差し置いて令旨を発したことに始まると言われ、皇位簒奪は濡れ衣であると考えられている。足利氏寄りの歴史書『梅松論』に拠れば、「武家（足利尊氏）より君（父帝）が恨めしい」と述べたという。

#### 北条時行挙兵（中先代の乱）と最期

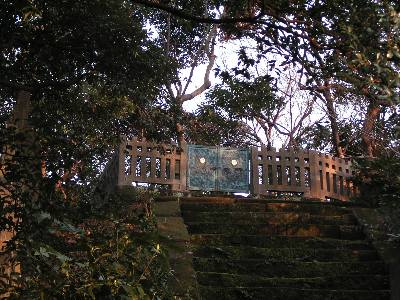
護良親王墓

建武2年（1335年）、信濃では北条高時の遺児・北条時行を奉じた諏訪頼重、滋野氏による中先代の乱が勃発。北条軍は関東各地で足利軍に対し勝利を収める。
同年7月、その存在が北条軍に奉じられることを警戒した足利直義の命を受けた淵辺義博により、護良親王は殺害された。二階堂ヶ谷の東光寺に幽閉され、8ヶ月余りが経ってからのことだった。享年数え28。
護良親王は前・征夷大将軍であり、護良親王が北条時行に擁立された場合には宮将軍・護良親王－執権・北条時行による鎌倉幕府復活が図られることが予想されたためであった。一方、鎌倉に置かれていた成良親王は京都に無事送り届けられている。親王殺害の2日後に鎌倉は北条軍によって陥落した。
護良親王の殺害は、『太平記』では以下のように描写される。淵辺義博は土牢の中で護良親王を組み伏せ、太刀で喉元を刺そうとすると、親王は首を縮めて剣先を咥え歯で噛み折った。格闘の末にようやく首を取った淵辺が首を持ち外に出て月あかりで見ると、首は両眼を見開き、歯には刀の先をくわえたままの凄惨な形相であった。淵辺はあまりの恐ろしさに、首を竹藪に投げ捨てた。
護良親王の予測通り、足利尊氏は勢力を拡大した。護良親王の死によって、後醍醐天皇を取り巻く力は著しく削がれ、南北朝の内乱へと突入していく。

## 死後

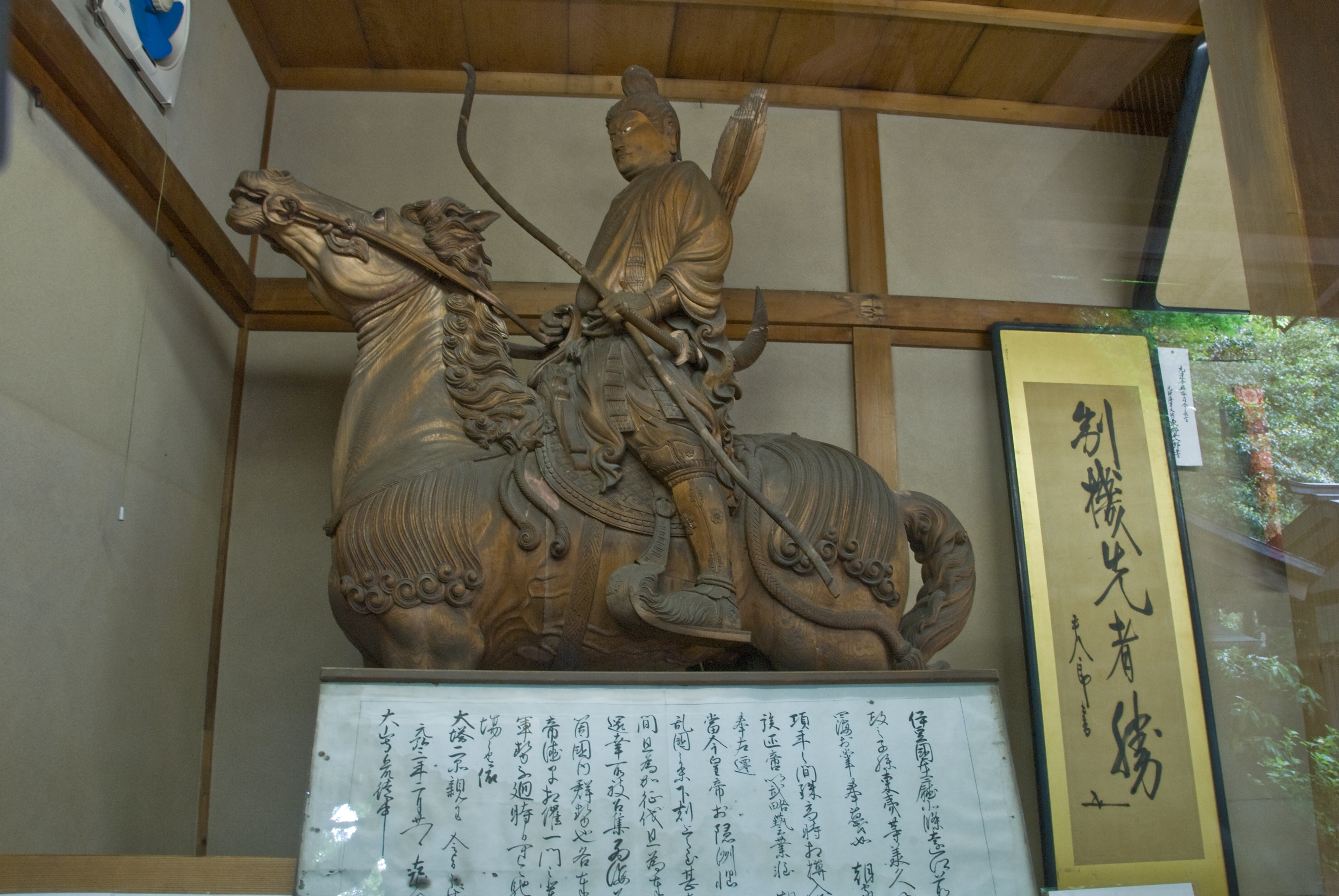
鎌倉宮の護良親王像

『太平記』では、東光寺の土で壁を固めた牢に閉じ込められたことになっており（土牢は鎌倉宮敷地内に復元されたものが現存）、直義の家臣・淵辺義博に殺害されて首を刎ねられた護良親王は、側室である藤原保藤の娘の南方に弔われたと伝えられている。南方と護良親王との間には鎌倉の妙法寺を開いた日叡が生まれ、後に父母の菩提を弔った。さらに護良親王の妹が後醍醐天皇の命を受けて、北鎌倉にある東慶寺の5代目の尼として入り、用堂尼と呼ばれた。東慶寺には護良親王の幼名「尊雲法親王」が書かれた位牌が祀られている。
『保暦間記』では、護良親王に同情する姿勢は見せつつも、冷淡に「是偏ニ多クノ人ヲ失給ヒシ悪行ノ故トソ見エシ」と述べている。これは、特別護良親王に対して冷淡だったのではなく、一般庶民や民間の知識人、宗教者にとっては、戦闘階級や為政者全体に対する言いようのない嫌悪感があったと考えられる。
宮内庁が管理する公式の墓所は神奈川県鎌倉市二階堂の理智光寺跡で、入口から長くて急な石段を登りきった丘の頂上にある。妙法寺にも墓がある。
明治維新後、東光寺跡に親王の霊を弔うために鎌倉宮が造られ、これは地元では通称「大塔宮」（だいとうのみや）と呼ばれる（鎌倉宮最寄りのバス停留所の名は「だいとうのみや」と読むが、鎌倉宮では親王の名を「おおとうのみやもりなが」と呼んでいる）。「大塔宮」の正しい読み方は、勝野隆信の研究から、存命中は「おおとうのみや」であったことが実証されているが、『太平記』第5巻に「大塔宮」と「大唐（だいとう）の玄奘三蔵」をかけた駄洒落が載るなど、死後かなり早くの段階から「だいとうのみや」の読みもされていたらしい。
現在の横浜市戸塚区柏尾町には、殺害された親王の御首を、側女が密かに持ち出し洗い清め奉じたとされる、護良親王の首洗い井戸があり、近隣には、その御首を地下に葬ったと伝えられる王子神社がある。

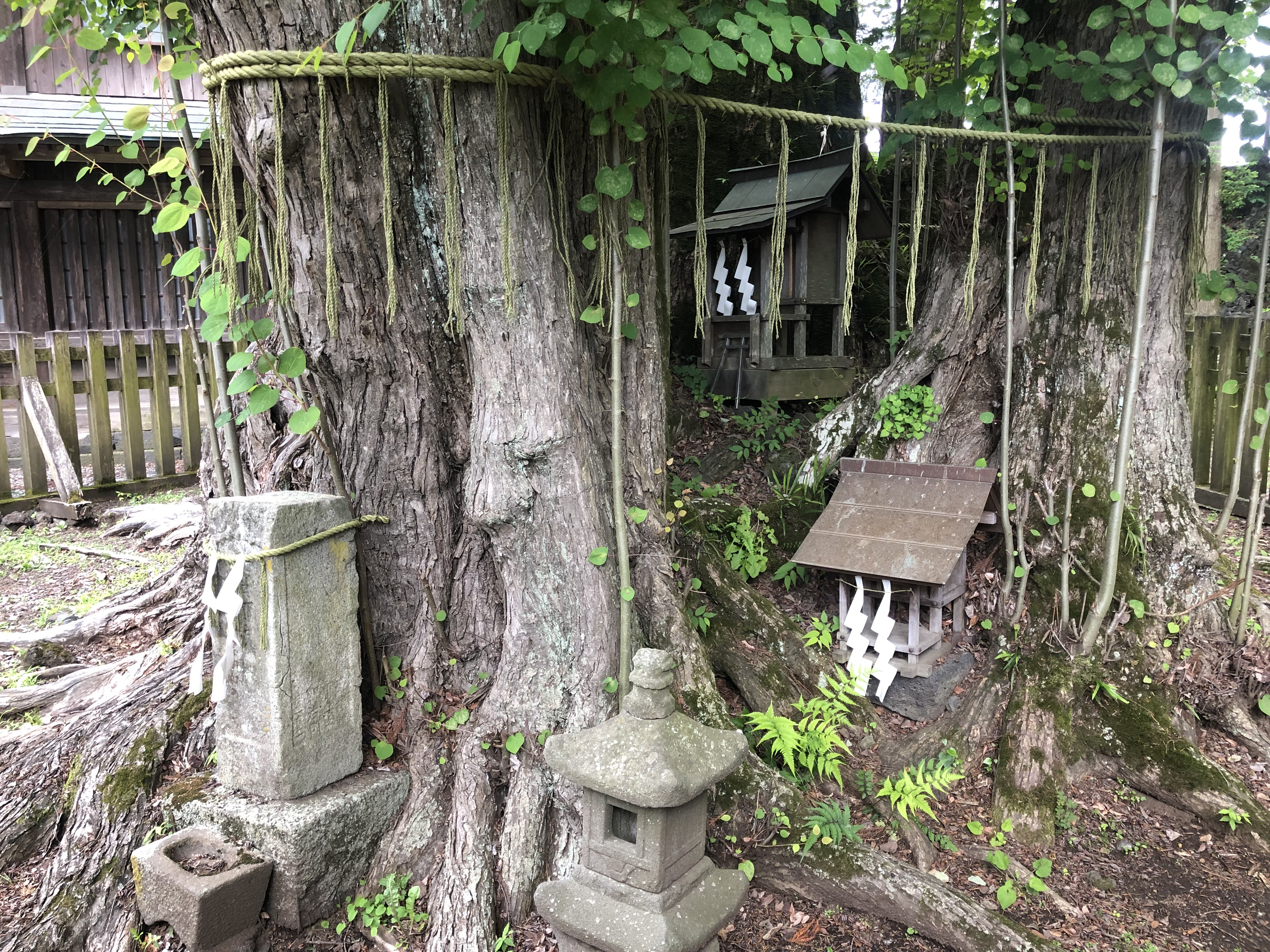
親王の首が埋葬されているといわれる冨士山下宮小室浅間神社の桂の御神木と大塔宮社

山梨県都留市朝日馬場にある石船神社では、護良親王の首級と伝えられる首が祀られており、毎年1月15日に行われる祭礼当番引き継ぎの神事の際に開帳されている。身重の身で親王の窮状に駆けつけた南方（雛鶴姫）は、後一歩のところで間に合わず、親王の首級を携えて鎌倉から逃げたという。逃げる途中で産気づいた姫は、山中で王子を産んだが、寒さを防ぐ術さえない中で母子ともども亡くなったと伝えられている。1977年（昭和52年）、成城大学教授鈴木尚によって、石船神社の首級の調査が行われた。山梨県内ではこのほか、冨士山下宮小室浅間神社境内にある桂の大木の根本に親王の首が埋葬されたとも伝えられている。
また、護良親王の乳母が親王を慕い鎌倉まで赴くも、そこで親王の最期を知らされて海に身を投げたとの伝承がある。乳母の遺体は、現在の横浜の野毛浦に流れ着き、海上の岩に引っ掛かっていたという。この岩は「姥岩」と呼ばれるようになり、そこに乳母の霊が安産・子育ての神「姥姫」として祀られた。現在では埋め立てにより「姥岩」は姿を消し、「姥姫」は伊勢山皇大神宮境内の杵築宮に合祀されている。
宮城県石巻市の多福院には護良親王の生存伝説がある。伝説に拠れば、淵辺義博が護良親王を斬るのは忍びなく思い、首を竹藪に投げ捨てたと嘘の報告をし、海路にて宮城県石巻に逃がした伝説があり、大門崎山の麓には一皇子宮という社や、その奥には御陵と伝えられる塚がある。また石巻市内には京に因む地名が多く残っているというのも護良親王に由来するとする伝説がある。ただ、東日本大震災の津波で資料は消失している。

## 子女
護良親王の皇子は興良親王と陸良親王が知られているが、両者が同一人物であるという説もある。
興良親王は『井伊之谷宮略記』によると嘉暦元年（1326年）生まれとなっている。陸良親王は『桜雲記』によると「建武元年（1334年）3月護良子陸良誕生。母源大納言師茂女」とある。
また、『井伊之谷宮略記』には「萬寿王を元服せしめ…興良親王と称せしむ。…陸良親王と改称せしめ…」とあり、同一人物として記されている。

## 逸話
護良親王は熊野落ちの際に山伏に変装して大塔村鮎川地区で餅がもらえないか住民に頼んだが、山伏姿の者に便宜を図らないよう布告が出ていたためどの家でも断られた。のちに住民は山伏姿の者が護良親王だったことを知り、非礼を詫びるため、正月に餅をつかず餅の代わりに里芋を煮込んだ「ぼうり」を食べるようになったという。
明治時代は、自分は大塔宮護良親王の子孫だとする精神病患者が多くいた。